# 马尔堡 (新西兰)

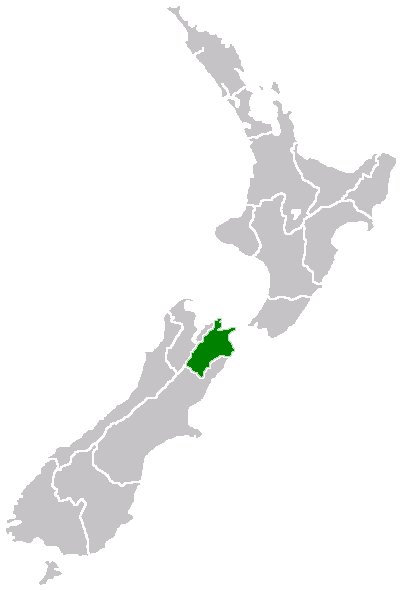
马尔堡地区在新西兰的位置

马尔堡（英語：Marlborough），新西兰南岛東北部一地区名，地区议会设立在布伦海姆。马尔堡地区干燥炎热，盛产葡萄酒，该地区产的白苏维安葡萄酒质量颇佳。

## 地理和人口
马尔堡地区之西部和南部地势峻峭多山，是南阿尔卑斯山脉的北端。西北部沿海地区多平原丘陵，海岸线曲折多变，造就了马尔堡峡湾独特的景色。
马尔堡地区人口约4万人（政府估计），大部分人口集中在北部沿岸城镇。

## 名人
在该地区出生或成长的著名人物有被喻为核物理之父的欧内斯特·卢瑟福和美国航天先驱威廉·海达德·皮克林。

## 葡萄酒
马尔堡是新西兰最大的葡萄酒产区，种植面积超过两万公顷，产量占新西兰总产量的7成以上。
海洋性气候，葡萄园位于南阿尔卑斯山脉北端的山谷之中。此地阳光充足，昼夜温差大，每年十月到来年四月的降雨量在300-400毫米之间。南部山区和Awatere河谷气候凉爽。土壤主要是砾石、粘土和砂土。在Wairou河向北入海口的三角地区，土壤中有大量贝壳等海洋遗留物，给葡萄酒带来特有的魅力。